# Jardin botanique de Lourizán
Le Jardin botanique de Lourizán est un arboretum de quelque 54 hectares qui se trouve dans la commune de Pontevedra en Galice, Espagne. Il possède plus de 850 espèces cataloguées et l'une des plus grandes collections d'Espagne. Il s'agit du jardin botanique le plus important de la Galice.

## Localisation
L'arboretum de Lourizán est situé sur le versant nord du massif du Morrazo, au fond de la ria de Pontevedra, entre Pontevedra et Marín, à 3 kilomètres environ du centre-ville de Pontevedra.

## Histoire
Les origines de la propriété remontent au XVe siècle, lorsqu'elle était encore une ferme. L'arboretum a été créé en 1949 avec des espèces exotiques et galiciennes.
Au XIXe siècle, le domaine a été acquis par le politicien Eugenio Montero Ríos qui a fait du Palais de Lourizán sa résidence d'été et un haut lieu de rencontre  pour les personnalités espagnoles les plus éminentes de l'époque.
En 1943, par ordre du ministère de l'Éducation nationale du 25 février, le domaine Lourizán est créé à Pontevedra, offert à cet effet par la Députation de Pontevedra. L'étude des espèces forestières à croissance rapide y a été lancée, dans le but de satisfaire les besoins espagnols en bois de ces années-là.
La propriété et le palais de Lourizán ont été le lieu des travaux pratiques des étudiants de l'École d'ingénieurs forestiers de Madrid jusqu'à son rattachement à la Junte de Galice. Ce gouvernement autonome a créé le Centre de recherche sur les forêts et l'environnement de Lourizán dans ses installations.

## Description
Dans ce jardin botanique, il y a 700 espèces et plus de 1900 arbres du monde entier, dont beaucoup sont de grande taille. Parmi eux, un cèdre du Liban de plus de 130 ans et le métaséquoia le plus ancien de la Péninsule Ibérique et l'un des plus hauts d'Europe, qui se trouve à Lourizán depuis 1951.
Depuis 1993, le Parque das Autonomías est situé à l'intérieur du parc, avec près de 50 espèces de flore représentatives des différentes communautés autonomes d'Espagne. Il existe également des espaces consacrés à la flore de Taïwan et d'Australie, ainsi que l'Eucaliptetetum et le Coniferetum, avec respectivement plus de 85 et 170 espèces différentes.
De nombreux arbres autochtones poussent dans le domaine, tels que des chênes, des châtaigniers et des bouleaux, des érable sycomores et des arbres introduits, comme des cyprès, des araucarias, des cèdres, des magnolias ou des troène communs, dont beaucoup ont été apportés par des jardiniers français. Plusieurs de ces arbres figurent dans le Catalogue des arbres singuliers de la Junte de Galice. On y trouve des arboretums avec toutes les variétés de châtaigniers, de pins, d'eucalyptus ou de camélias, avec le plus grand spécimen du monde, un camélia du Japon de 20,5 mètres de haut. Il y a également un rimu de Nouvelle-Zélande et un petit jardin taïwanais.
Dans le parc, il y a également une importante collection de camélias. On pense que d'anciens spécimens de camélias de Lourizán ont appartenu à l'établissement horticole portugais de José Marques Loureiro au XIXe siècle.
La plus grande partie de l'herbier Mérinos se trouve également dans l'arboretum.

## Activités du centre de recherche
- Amélioration génétique.
- Introduction d'espèces d'arbres.